# Komuna e Qendër Librazhdit
Komuna e Qendër Librazhdit är en tidigare kommun i Albanien.   Den ligger i prefekturen Qarku i Elbasanit, i den centrala delen av landet, 50 km öster om huvudstaden Tirana.
Omgivningarna runt Komuna e Qendër Librazhdit är en mosaik av jordbruksmark och naturlig växtlighet.  Runt Komuna e Qendër Librazhdit är det ganska tätbefolkat, med 75 invånare per kvadratkilometer.